# Jean Anastasi
Pour les articles homonymes, voir Anastasi.
Jean Anastasi, né le 16 décembre 1935 à Marseille et mort le 20 décembre 2020 à Marseille (5e arrondissement), est un coureur cycliste français, professionnel de 1955 à 1966
Son frère Francis Anastasi a également été cycliste professionnel.

## Palmarès
- 1955
  - Tour de Haute-Savoie
  - 6e et 7e étapes du Tour de Tunisie
- 1956
  - Grand Prix de Monaco
- 1959
  - 3eb étape du Tour du Sud-Est
  - Grand Prix de Vals-les-Bains
  - Boucles Roquevairoises
  - 1re étape des Quatre Jours de Dunkerque
- 1960
  - Tour du Var :
    - Classement général
    - 2e étape
- 1961
  - 5e étape de Paris-Nice
- 1962
  - Grand Prix d'Aix-en-Provence
  - 3e des Boucles de la Seine
  - 2e du Circuit d'Auvergne
- 1964
  - 1re et 2e étapes du Tour de l'Hérault
  - Boucles de la Seine[2]
  - 2e du Tour de l'Hérault

## Résultats sur le Tour de France
3 participations
- 1959 : abandon (4e étape)
- 1960 : abandon (12e étape)
- 1964 : abandon (7e étape)